# Euphyia trissophrica
Euphyia trissophrica là một loài bướm đêm trong họ Geometridae.